# 79 Pułk Piechoty (II RP)
79 Pułk Piechoty Strzelców Słonimskich imienia Hetmana Lwa Sapiehy (79 pp) – oddział piechoty Samoobrony Litwy i Białorusi oraz Wojska Polskiego II RP.

## Formowanie i zmiany organizacyjne
16 grudnia 1918 roku został utworzony w Łapach Białostocki Pułk Strzelców pod dowództwem podpułkownika Stefana Pasławskiego. Pułk organizacyjnie należał do Dywizji Litewsko-Białoruskiej, a po jej reorganizacji w październiku 1919 roku wszedł w skład IV Brygady 2 Dywizji Litewsko-Białoruskiej. Od września do 29 listopada 1920 roku w Ozorkowie została przeprowadzona reorganizacja pułku. Następnie pełnił służbę asystencyjną w obszarze Grodno – Puszcza Białowieska po czym został przetransportowany do Pruszkowa.
W grudniu 1919 batalion zapasowy pułku stacjonował w Słonimiu.
12 października 1921 przemianowany został na 79 pułk piechoty i podporządkowany dowódcy 20 Dywizji Piechoty.
drugie zajęcir === Mapy walk pułku ===

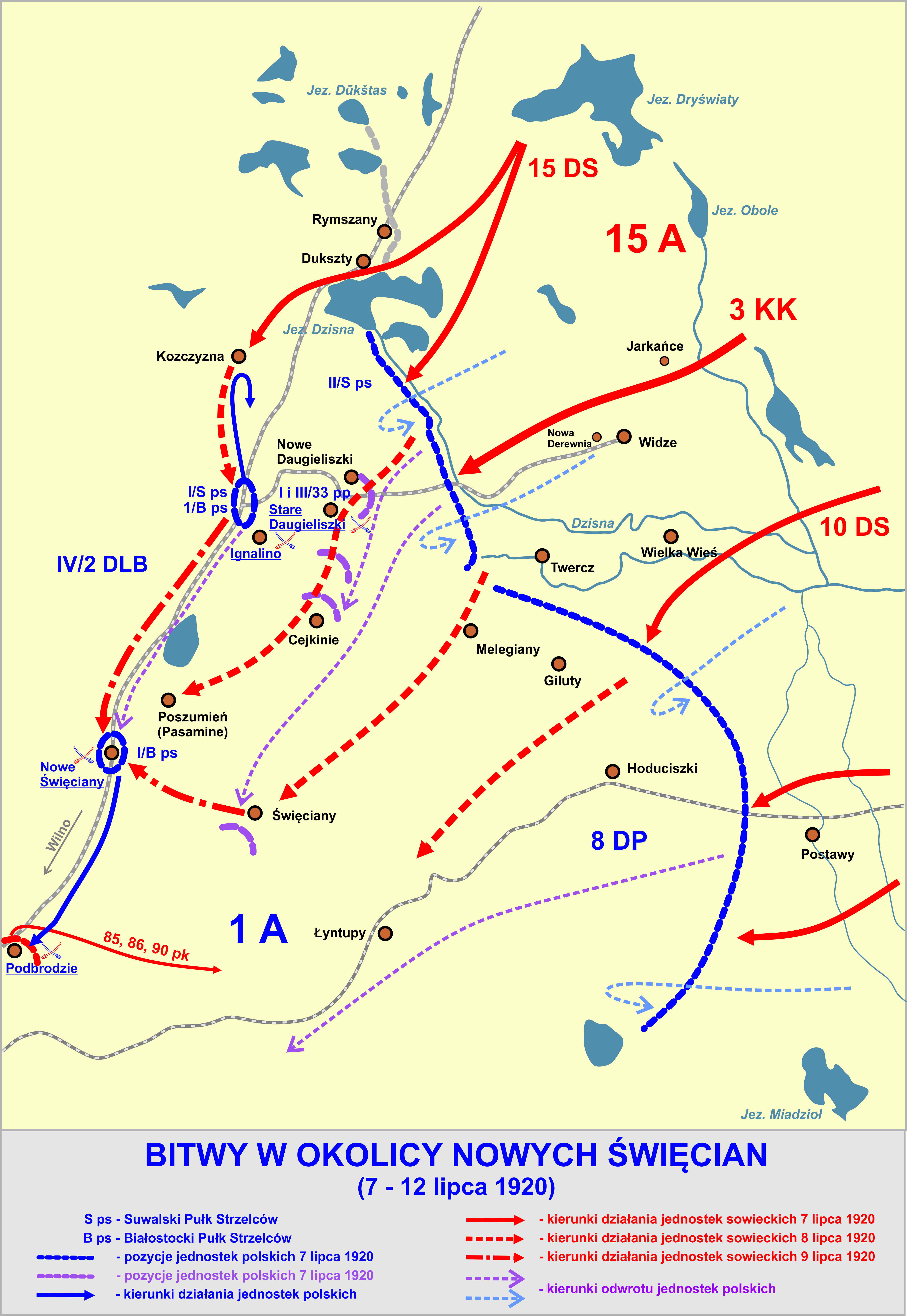
pod Święcianami
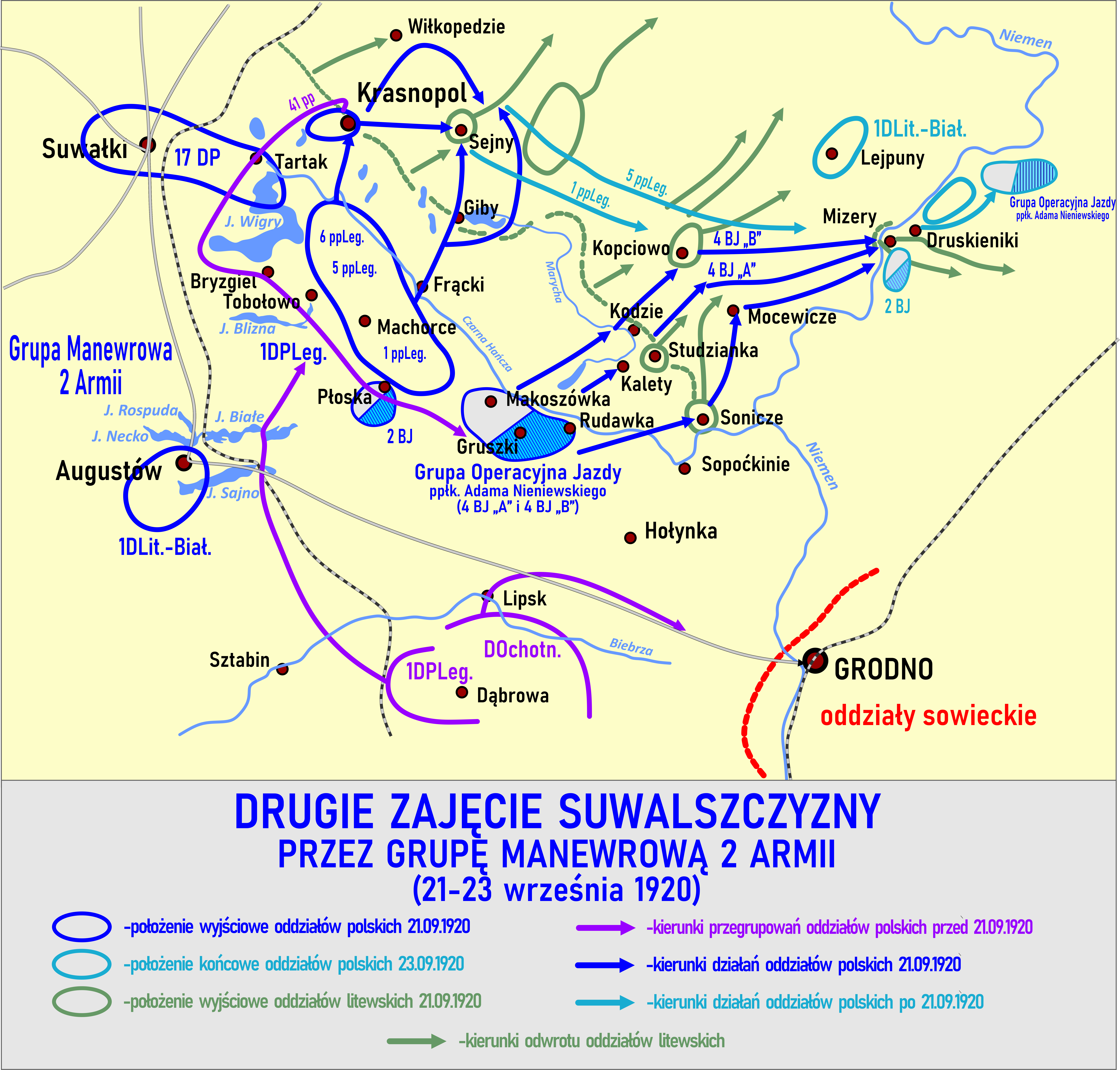
drugie zajęcie Suwalszczyzny

### Kawalerowie Virtuti Militari
| Żołnierze pułku odznaczeni Krzyżem Srebrnym Orderu Wojskowego Virtuti Militari za wojnę 1918-1920 | Żołnierze pułku odznaczeni Krzyżem Srebrnym Orderu Wojskowego Virtuti Militari za wojnę 1918-1920 | Żołnierze pułku odznaczeni Krzyżem Srebrnym Orderu Wojskowego Virtuti Militari za wojnę 1918-1920 |
| ------------------------------------------------------------------------------------------------- | ------------------------------------------------------------------------------------------------- | ------------------------------------------------------------------------------------------------- |
| por. Romuald Brysiewicz                                                                           | por. Edmund Charaszkiewicz                                                                        | st. szer. Józef Daszuta                                                                           |
| mjr Tadeusz Jeziorański                                                                           | ppor. Wilhelm Kiczak                                                                              | por. Kazimierz Laskowski                                                                          |
| kpt. Stefan Lewicki                                                                               | sierż. Aleksander Majewski                                                                        | st. sierż. Bogusław Misiak                                                                        |
| plut. Ksawery Nalewajko                                                                           | por. Bolesław Ostrowski                                                                           | płk Stefan Pasławski                                                                              |
| kpt. Wincenty Powichrowski                                                                        | por. Nikodem Sulik                                                                                | por. Józef Tarasiuk                                                                               |
| mjr Marian Turkowski                                                                              | por. Wincenty Zarembski                                                                           | mjr Bolesław Zawadzki                                                                             |

## Pułk w okresie pokoju

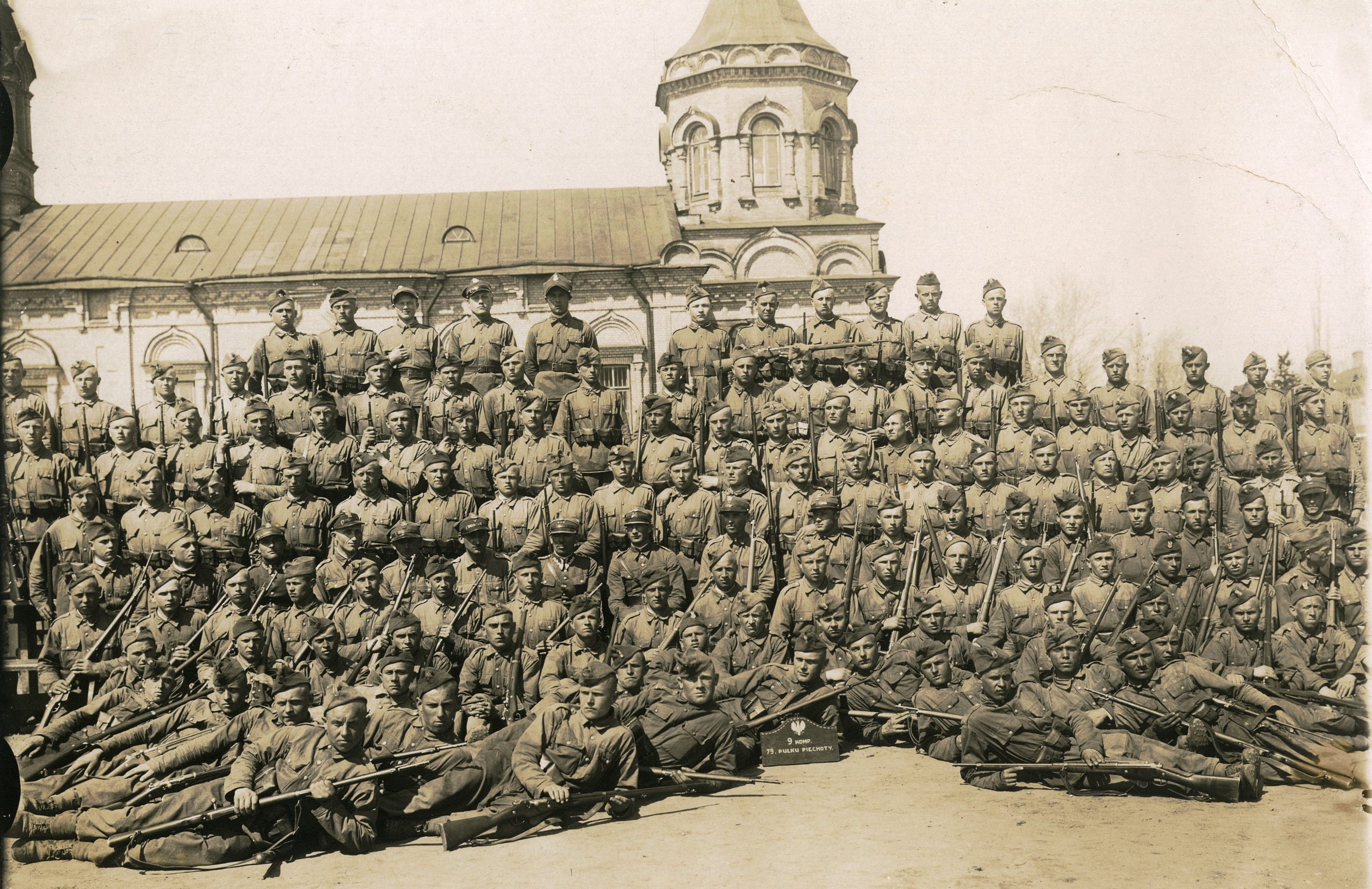
Słonim 1931. 9/79 pułku piechoty. W środku dowódca kompanii: kapitan Stanisław Jan Ojrzanowski (trzeci rząd siedzących, siódmy z lewej)

W okresie międzywojennym 79 pułk piechoty stacjonował na terenie Okręgu Korpusu Nr IX w garnizonie Słonim (batalion zapasowy w Berezie Kartuskiej).
Wchodził w skład 20 Dywizji Piechoty.
Na podstawie rozkazu wykonawczego Ministerstwa Spraw Wojskowych do Departamentu Piechoty o wprowadzeniu organizacji piechoty na stopie pokojowej PS 10-50 z 1930 roku, w Wojsku Polskim wprowadzono trzy typy pułków piechoty. 79 pułk piechoty zaliczony został do typu III pułków piechoty o stanach zbliżonych do wojennych. Na czas wojny przewidywany był do działań osłonowych. Corocznie otrzymywał około 1010 rekrutów. Jego obsadę stanowiło 68 oficerów i 2200 podoficerów i żołnierzy.
Święto pułkowe obchodził pułk 26 lipca w rocznicę walk nad Uszą.

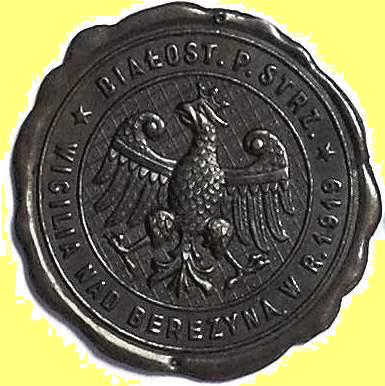
Okolicznościowa blaszka Białostockiego Pułku Strzelców „Wigilia nad Berezyną w r. 1919”

| Organizacja pokojowa i obsada personalna pułku w marcu 1939 | Organizacja pokojowa i obsada personalna pułku w marcu 1939 |
| Stanowisko                                                  | Stopień, imię i nawisko                                     |
| Dowództwo, kwatermistrzostwo i pododdziały specjalne        | Dowództwo, kwatermistrzostwo i pododdziały specjalne        |
| ----------------------------------------------------------- | ----------------------------------------------------------- |
| dowódca pułku                                               | vacat                                                       |
| I zastępca dowódcy                                          | ppłk Kazimierz Marian Dudziński                             |
| adiutant                                                    | kpt. Wacław Małecki                                         |
| starszy lekarz                                              | kpt. lek. dr Franciszek Stanisławski                        |
| młodszy lekarz                                              | vacat                                                       |
| II zastępca dowódcy (kwatermistrz)                          | mjr piech. Franciszek Pająk                                 |
| oficer mobilizacyjny                                        | kpt. Paweł Myszkowski                                       |
| zastępca oficera mobilizacyjnego                            | kpt. Paweł Jan Wacławowicz                                  |
| oficer administracyjno-materiałowy                          | por. Tadeusz Kołowrocki                                     |
| oficer gospodarczy                                          | kpt. int. Władysław Grochowski                              |
| oficer żywnościowy                                          | vacat                                                       |
| oficer taborowy                                             | por. tab. Józef Krzemiński                                  |
| kapelmistrz                                                 | ppor. kplm. Stefan Kotlicki                                 |
| dowódca plutonu łączności                                   | kpt. Adam Pęski                                             |
| dowódca plutonu pionierów                                   | por. Stefan Radziewicz                                      |
| dowódca plutonu artylerii piechoty                          | por. art. Roland Gustaw Adolf Decker                        |
| dowódca plutonu ppanc.                                      | por. Adam Józef Fall                                        |
| dowódca oddziału zwiadu                                     | por. Słonina Franciszek                                     |
| I batalion                                                  |                                                             |
| dowódca batalionu                                           | mjr Józef Kazimierz Bach                                    |
| dowódca 1 kompanii                                          | kpt. Czesław Byliński                                       |
| dowódca plutonu                                             | por. Władysław Pajewski                                     |
| dowódca plutonu                                             | ppor. Zygmunt Julian Klimczak                               |
| dowódca plutonu                                             | ppor. Zygmunt Waleszyński                                   |
| dowódca 2 kompanii                                          | por. Stanisław Kuś                                          |
| dowódca plutonu                                             | ppor. Leontyn Żurawski                                      |
| dowódca 3 kompanii                                          | kpt. Julian Lesiński                                        |
| dowódca plutonu                                             | ppor. Edmund Jan Postek                                     |
| dowódca plutonu                                             | ppor. Jani Jasiński                                         |
| dowódca 1 kompanii km                                       | kpt. Stefan Dybkowski                                       |
| dowódca plutonu                                             | ppor. Jerzy Erwin Karol Wróbel                              |
| II batalion                                                 |                                                             |
| dowódca batalionu                                           | mjr Kazimierz Zuske                                         |
| dowódca 4 kompanii                                          | kpt. Aleksander Kiełczewski                                 |
| dowódca plutonu                                             | ppor. Józef Marian Formański                                |
| dowódca plutonu                                             | ppor. Antoni Sojka                                          |
| dowódca 5 kompanii                                          | kpt. Antoni Szokalo                                         |
| dowódca plutonu                                             | ppor. Feliks Tymicki                                        |
| dowódca 6 kompanii                                          | kpt. Adam Domaradzki                                        |
| dowódca plutonu                                             | ppor. Jan Walicki                                           |
| dowódca plutonu                                             | ppor. Edward Józef Ryciak                                   |
| dowódca 2 kompanii km                                       | kpt. Stanisław Grudziński                                   |
| dowódca plutonu                                             | por. Karol Hurcewicz                                        |
| dowódca plutonu                                             | ppor. Mieczysław Stanisław Jobłoński                        |
| III batalion                                                |                                                             |
| dowódca batalionu                                           | mjr Antoni Józef Michalewski                                |
| dowódca 7 kompanii                                          | por. Jan Słoński                                            |
| dowódca plutonu                                             | ppor. Ryszard Józef Mączka                                  |
| dowódca 8 kompanii                                          | kpt. Teofil Jan Banach                                      |
| dowódca plutonu                                             | ppor. Piotr Marian Wcisło                                   |
| dowódca 9 kompanii                                          | kpt. Robert Wojciech Hoppe                                  |
| dowódca plutonu                                             | ppor. Bronisław Władysław Ratulowski                        |
| dowódca 3 kompanii km                                       | kpt. Karol Stanisław Charków                                |
| dowódca plutonu                                             | ppor. Tadeusz Jędrzejak                                     |
| na kursie                                                   | kpt. Piotr Frączkiewicz                                     |
| na kursie                                                   | por. Jerzy Robert Jurkowski                                 |
| na kursie                                                   | por. Franciszek Czuba                                       |
| w szpitalu                                                  | ppor. Aleksander Charloziński                               |
| 79 obwód przysposobienia wojskowego „Słonim”                |                                                             |
| kmdt obwodowy PW                                            | kpt. piech. Boratyński Adolf (*)                            |
| kmdt powiatowy PW „Słonim”                                  | kpt. piech. Majewski Jan                                    |

## 79 pp w kampanii wrześniowej

### Mobilizacja
79 pułk piechoty został zmobilizowany na podstawie planu mobilizacyjnego „W” obowiązującego od 30 kwietnia 1938. Tabele mobilizacyjne 79 pp z okresu jego mobilizacji nie objęły późniejsze zmiany i poprawki. Mobilizację alarmową 79 pp przeprowadzono 23 marca 1939 w garnizonie Słonim. Mobilizacja rozpoczęła się od godz. 16.00 23 marca 1939 w grupie czerwonej, w jej trakcie zmobilizowano oddziały i pododdziały:
- 79 pułk piechoty, w czasie od A+18 do A+36 zorganizowany na etatach wojennych.
- kompania kolarzy nr 92, w czasie A+44,
- kolumna taborowa nr 909, w czasie A+48,
- dowództwo batalionu karabinów maszynowych i broni towarzyszących nr 7, w czasie A+50,
- pluton pionierów batalionu km i broni towarzyszących nr 7, w czasie A+50,
- 1 kompania batalionu km i broni towarzyszących nr 7, w czasie A+50,
- 2 kompania batalionu km i broni towarzyszących nr 7, w czasie A+50[14].

Mobilizacja przebiegła sprawnie chociaż w bardzo trudnych warunkach lokalowych, stawiennictwo rezerwistów było wzorowe. Pobór koni i wozów odbył się zgodnie z planem, jakość koni i wozów była słaba. Po dokonaniu ewidencji stanów, pobraniu materiałów, mobilizację prowadzono w okolicznych wsiach. I batalion w całości był mobilizowany na terenie koszar pułku w Słonimiu, wcielono do niego najwcześniej przybyłych rezerwistów w pierwszej kolejności pobrano sprzęt, broń i wyposażenie. 24 marca 1939 I/79 pp został załadowany do transportu kolejowego i odjechał ze Słonimia. II/79 pp po wykonaniu pierwszych czynności mobilizacyjnych w koszarach, przeszedł do wsi Szydłowicze Wielkie i tam prowadził dalsze działania mobilizacyjne. Gotowość marszową osiągnął rano 25 marca, po czym odmaszerował do koszar w Słonimiu, gdzie po mszy św. złożył przysięgę wojskową. Po odejściu na stację kolejową w Słonimiu załadował się do transportu kolejowego i odjechał w rejon koncentracji 20 Dywizji Piechoty pod Płońskiem. III/79 pp po pobraniu sprzętu, broni i wyposażenia odszedł do wsi Żyrowice. 26 marca III/79 pp odmaszerował na stację kolejową, lecz z uwagi na opóźnienie transportu odjechał w ślad za pułkiem 27 marca o godz. 14.00. Transporty 79 pp jechały trasą: Baranowicze-Brześć nad Bugiem-Bereza Kartuska-Łuków-Siedlce-Warszawa-Modlin-Nasielsk. I batalion przybył do Nasielska 26 marca i po wyładowaniu na stacji kolejowej przeszedł do Nowego Miasta, wraz z dowództwem pułku. II batalion przybył do Nasielska 27 marca i po wyładunku przeszedł na kwatery do wsi Anielin i Szczawin 3 kilometry na wschód od Nowego Miasta. III batalion dotarł do stacji Nasielsk w nocy 28/29 marca po wyładunku pomaszerował do rejonu Klukowo-Dwór Smolechowo-Świercze. Po zajęciu rejonu podjęto w pułku szkolenie i zgrywanie pododdziałów. Prawidłowe szkolenie i zgranie pododdziałów utrudniały: rotacja na stanowiskach oficerów służby stałej oraz okresowa wymiana szeregowych i oficerów rezerwy. W połowie maja nastąpiła zmiana na stanowisku dowódcy pułku, odszedł ppłk Kazimierz Dudziński, a dowództwo objął ppłk dypl. Konstanty Zaborowski.
W nocy 15/16 czerwca 1939 79 pp został skierowany na północny zachód od Ciechanowa do rejonu Lasów Ordynacji Opinogóra. Dowództwo pułku zajęło miejscowość Pniewo-Czeruchy, pododdziały pułku zajęły wsie Regimin, Krośnice, Konopki, Sułkowo Borowe II/79 pp, Klice III/79 pp, folwark Pniewo kompania zwiadu. Prowadzono ćwiczenia na szczeblu kompanii i batalionu, prowadzono strzelania bojowe. Nocą 29/30 czerwca 79 pułk podjął marsz 18 godzinny, którym dotarł do w rejonu Rzęgnowa. Dowództwo pułku zajęło kwatery w Rzęgnowie, I batalion we wsi Szpaki, II batalion we wsi Zawady, III batalion we wsiach Żaboklik i Ożumiech, kompania zwiadu we wsi Rudno Kmiece. Od 31 lipca do 28 sierpnia 1939 wszystkie pododdziały 79 pp podjęły prace fortyfikacyjne na odcinku Budy Garlińskie-Kitka-Szumsk-Ożumiech-Kosiły-Rudno Kmiece. Wspólnie z saperami podjęto budowę schronów żelbetonowych, na planowane 30 wybudowano 5. Kopano rowy strzeleckie i przeciwczołgowe, stawiano zasieki z drutu kolczastego, dokonano wycinki drzew i krzewów. 26 sierpnia kompania zwiadu została wysunięta do wsi Dąbrówka celem patrolowania w dzień i w nocy granicy na odcinku Janowo-Chorzele. 29 sierpnia o godz. 13.40 ogłoszono stan gotowości bojowej, 30 sierpnia rano 79 pp zajął stanowiska bojowe na przydzielonym odcinku obrony. Nazwanym „pozycją rzęgnowską”.
Innych czynności w ramach sierpniowej mobilizacji alarmowej w pułku nie prowadzono. Po ogłoszeniu mobilizacji powszechnej zgłaszających się rezerwistów do koszar pułku włączono w skład Oddziału Zbierania Nadwyżek 79 pułku piechoty.

### Działania bojowe
| Struktura organizacyjna i obsada personalna we wrześniu 1939 | Struktura organizacyjna i obsada personalna we wrześniu 1939 | Struktura organizacyjna i obsada personalna we wrześniu 1939 |
| Stanowisko                                                   | Stopień, imię i nazwisko                                     | Uwagi                                                        |
| Dowództwo kryp. „Tomasz”                                     | Dowództwo kryp. „Tomasz”                                     |                                                              |
| ------------------------------------------------------------ | ------------------------------------------------------------ | ------------------------------------------------------------ |
| dowódca pułku                                                | ppłk dypl. piech. Konstanty Zaborowski                       | †18 III 1944 w niewoli niemieckiej                           |
| I adiutant                                                   | kpt. Wacław Małecki                                          | niewola niemiecka                                            |
| II adiutant                                                  | ppor. rez. Konstanty Feliks Wiśniewski                       | †2 IX 1939 Rzęgnowo                                          |
| II adiutant                                                  | ppor. Cintarski lub por. Jan Sykulski                        | od 2 IX                                                      |
| oficer informacyjny                                          | ppor. rez. Henryk Okińczyc                                   | od 24 IX                                                     |
| oficer łączności                                             | kpt. Adam Pęski                                              | niewola niemiecka                                            |
| dowódca łączności dowództwa                                  | sierż. Walerian Paśnicki                                     |                                                              |
| kwatermistrz                                                 | kpt. Piotr Frąckiewicz                                       |                                                              |
| dowódca kompanii gospodarczej                                | ppor. rez. Marian Rudolf                                     |                                                              |
| dowódca kompanii gospodarczej                                | p.o. ppor. kplm. Stefan Kotlicki                             |                                                              |
| oficer żywnościowy                                           | ppor. rez. Marian Mieczysław Makosza                         |                                                              |
| naczelny lekarz                                              | kpt. lek. dr Franciszek Stanisławski                         |                                                              |
| kapelan                                                      | ks. kap. rez. dr Antoni Rojko                                |                                                              |
| I batalion kryp. „Tytus”                                     |                                                              |                                                              |
| dowódca I batalionu                                          | mjr Józef Kazimierz Bach                                     | †16 IX 1939 Warszawa                                         |
| dowódca I batalionu                                          | kpt. Stefan Dybkowski                                        |                                                              |
| adiutant batalionu                                           | ppor. rez. Stanisław Krawczenko                              |                                                              |
| dowódca plutonu łączności                                    | ppor. rez. Stefan Zygmunt Napiórkowski                       |                                                              |
| oficer gospodarczy                                           | ppor. rez. Antoni Kajetowski                                 |                                                              |
| oficer żywnościowy                                           | ppor. rez. Józef Szerszunowsicz                              |                                                              |
| lekarz batalionu                                             | por. rez. dr med. Aleksander Arjan                           |                                                              |
| lekarz batalionu                                             | ppor. rez. dr med. Izaak Giercel Ajzyków                     |                                                              |
| dowódca 1 kompanii strzeleckiej                              | por. Władysław Pajewski                                      |                                                              |
| dowódca I plutonu                                            | por. rez. Norbert Zaborowski                                 |                                                              |
| dowódca II plutonu                                           | ppor. Franciszek Sworzeń                                     |                                                              |
| dowódca III plutonu                                          | ppor. rez. Jeremi Longin Witkowski                           |                                                              |
| dowódca 2 kompanii strzeleckiej                              | por. rez. Jerzy Sikorski                                     | †3 IX 1939                                                   |
| dowódca I plutonu                                            | por. Leon Józef Mączka                                       | od 3 IX dca 2 komp.                                          |
| dowódca II plutonu                                           | ppor. rez. Bolesław Szarejko                                 |                                                              |
| dowódca III plutonu                                          | ppor. rez. Stefan Mędrzykowski                               |                                                              |
| dowódca 3 kompanii strzeleckiej                              | ppor. Edmund Jan Postek                                      | †3 IX 1939                                                   |
| dowódca I plutonu                                            | ppor. rez. Leon Szokało                                      | 3 IX ranny, niemiecka niewola                                |
| dowódca II plutonu                                           | ppor. rez. Stefan Krawczyński                                | †3 IX 1939                                                   |
| dowódca III plutonu                                          | ppor. rez. Bohdan Nowosadowski                               | od 3 IX dca 3 komp.                                          |
| dowódca 1 kompanii ckm                                       | kpt. Stefan Dybkowski                                        |                                                              |
| dowódca I plutonu                                            | ppor. Stanisław Krystek                                      |                                                              |
| dowódca II plutonu                                           | ppor. Józef Łukaszewicz                                      |                                                              |
| dowódca III plutonu                                          | ppor. Rajmund Komendera                                      |                                                              |
| dowódca IV plutonu (taczanek)                                | ppor. Jan Jasiński I                                         |                                                              |
| dowódca plutonu moździerzy                                   | ppor. rez. Aleksander Adamonis                               | od 16 IX dca 1 komp. ckm                                     |
| II batalion kryp. „Teofil”                                   |                                                              |                                                              |
| dowódca II batalionu                                         | mjr Kazimierz Zuske                                          |                                                              |
| adiutant batalionu                                           | por. rez. Cezary Jurewicz                                    |                                                              |
| dowódca plutonu łączności                                    | ppor. rez. Józef Taczanowski                                 |                                                              |
| oficer żywnościowy                                           | ppor. rez. Ferdynand Jelonkiewicz                            |                                                              |
| oficer gospodarczy                                           | ppor. rez. Stefan Józef Łukaszewicz                          |                                                              |
| lekarz batalionu                                             | ppor. rez. dr med. Mikołaj Strzelecki                        |                                                              |
| dowódca 4 kompanii strzeleckiej                              | kpt. Aleksander Kiełczewski                                  | 4 IX ranny, niemieckia niewola                               |
| dowódca 4 kompanii strzeleckiej                              | por. Marian Ciesławski                                       | †13 IX 1939                                                  |
| dowódca 4 kompanii strzeleckiej                              | ppor. rez. Jan Paciukanis                                    | od 13 IX                                                     |
| dowódca I plutonu                                            | ppor. rez. Robert Komkowski                                  |                                                              |
| dowódca II plutonu                                           | ppor. rez. Edward Klincewicz                                 |                                                              |
| dowódca III plutonu                                          | ppor. Witalis Krótki                                         |                                                              |
| dowódca 5 kompanii strzeleckiej                              | por. rez. Julian Józef Betley                                | †4 IX 1939                                                   |
| dowódca 5 kompanii strzeleckiej                              | ppor. Feliks Tymicki                                         |                                                              |
| dowódca I plutonu                                            | ppor. rez. Gustaw Edelberg                                   | †2 IX 1939                                                   |
| dowódca II plutonu                                           | ppor. rez. Jan Korczyński                                    |                                                              |
| dowódca III plutonu                                          | ppor. rez. Jan Juda                                          |                                                              |
| dowódca 6 kompanii strzeleckiej                              | kpt. Adam Domaradzki                                         | od 3 IX 1939 dowódca I/80 pp                                 |
| dowódca 6 kompanii strzeleckiej                              | ppor. piech. Karol Kostecki                                  | 16–17 IX, odszedł do szpitala                                |
| dowódca 6 kompanii strzeleckiej                              | por. Julian Jachimowicz                                      | od 17 IX                                                     |
| dowódca I plutonu                                            | ppor. piech. rez. Henryk Zieliński                           | †2 lub 16 IX 1939                                            |
| dowódca II plutonu                                           | ppor. piech. rez. Stanisław Kamiński                         | 17 IX 1939 ciężko ranny                                      |
| dowódca III plutonu                                          | plut. pchor./ppor. piech. Karol Kostecki                     |                                                              |
| dowódca 2 kompanii ckm                                       | por. Karol Hurcewicz                                         | do 6 IX, ranny w nogę                                        |
| dowódca I plutonu                                            | ppor. rez. Wacław Wierzchucki                                |                                                              |
| dowódca II plutonu                                           | plut. pchor. / ppor. Edmund Rudolf Białowiejski              | od 6 IX dca pl taczanek, niemiecka niewola                   |
| dowódca III plutonu                                          | ppor. rez. Wacław Topczewski                                 | od 6 IX dowódca 2 kkm, niemiecka niewola                     |
| dowódca IV plutonu (taczanki)                                | ppor. Tadeusz Jędrzejak                                      |                                                              |
| dowódca plutonu moździerzy                                   | ppor. Stanisław Chilewski                                    |                                                              |
| III batalion kryp. „Teodor”                                  |                                                              |                                                              |
| dowódca III batalionu                                        | mjr Antoni Józef Michalewski                                 | niemiecka niewola                                            |
| adiutant batalionu                                           | ppor. rez. Jan Maculewicz                                    | niemiecka niewola                                            |
| dowódca plutonu łączności                                    | por. rez. Józef Buczyłko                                     | niemiecka niewola                                            |
| oficer żywnościowy                                           | ppor. rez. Józef Szerszunowicz                               | niemiecka niewola                                            |
| oficer gospodarczy                                           | ppor. rez. Andrzej Zygmunt Szakowski                         | niemiecka niewola                                            |
| lekarz batalionu                                             | ppor. lek. rez. Arkadiusz Wyszomirski                        | ZWZ/AK                                                       |
| dowódca 7 kompanii strzeleckiej                              | ppor. Ryszard Józef Mączka                                   | KW, niemiecka niewola                                        |
| dowódca I plutonu                                            | ppor. rez. Rafał Łoc                                         | niemiecka niewola                                            |
| dowódca II plutonu                                           | ppor. rez. Jan Reising                                       | †27 IX 1939 Warszawa                                         |
| dowódca III plutonu                                          | ppor. rez. Longin Ners                                       | niemiecka niewola                                            |
| dowódca 8 kompanii strzeleckiej                              | por. rez. Mieczysław Jabłoński                               | ranny 4 IX od 8-28 IX                                        |
| dowódca 8 kompanii strzeleckiej                              | por. rez. Jan Hasiński                                       | 4–8 IX                                                       |
| dowódca I plutonu                                            | ppor. rez. Henryk Gierat                                     |                                                              |
| dowódca II plutonu                                           | ppor. rez. Wincenty Pietruszkiewicz                          |                                                              |
| dowódca III plutonu                                          | ppor. rez. Roman Duś                                         |                                                              |
| dowódca 9 kompanii strzeleckiej                              | kpt. Robert Wojciech Hoppe                                   |                                                              |
| dowódca I plutonu                                            | ppor. rez. Bolesław Pietrzak                                 |                                                              |
| dowódca II plutonu                                           | ppor. rez. Jan Sykulski                                      |                                                              |
| dowódca III plutonu                                          | ppor. rez. Tadeusz Bieda                                     |                                                              |
| dowódca 3 kompanii ckm                                       | por. Aleksander Bolesław Charłozinski                        |                                                              |
| dowódca I plutonu                                            | ppor. rez. Stanisław Żukowski                                |                                                              |
| dowódca II plutonu                                           | ppor. rez. Adam Sadrakuła                                    |                                                              |
| dowódca III plutonu                                          | ppor. rez. Jan Stożek                                        |                                                              |
| dowódca IV plutonu (taczanki)                                | ppor. rez. Józef Władysław Burda                             |                                                              |
| dowódca plutonu moździerzy                                   | plut. pchor. rez. Zbigniew Markowski                         |                                                              |
| Pododdziały specjalne                                        |                                                              |                                                              |
| dowódca kompanii zwiadu                                      | kpt. Czesław Byliński                                        |                                                              |
| dowódca plutonu konnego                                      | ppor. kaw. rez. Antoni Wojtaszczyk                           | 8 IX ranny, od 27 X 1939 niemiecka niewola                   |
| zastępca dowódcy plutonu                                     | st. wachm. Stefan Andrzejewski                               |                                                              |
| dowódca plutonu kolarzy                                      | ppor. rez. Witold Alojzy Manikowski                          |                                                              |
| zastępca dowódcy plutonu (nieetatowy)                        | ppor. rez. Piotr Czorniej                                    | †3 IX 1939                                                   |
| dowódca kompanii przeciwpancernej                            | kpt. Stanisław Grudziński                                    |                                                              |
| dowódca I plutonu                                            | por. Kazimierz Rachwał                                       |                                                              |
| dowódca II plutonu                                           | ppor. rez. Stanisław Bronisław Krupski                       |                                                              |
| dowódca III plutonu                                          | ppor. rez. Kazimierz Kunicki                                 |                                                              |
| dowódca plutonu artylerii piechoty                           | por. art. Roland Gustaw Adolf Decker                         | 28 V 1942 zwolniony z niem. niewoli jako folksdojcz          |
| zastępca dowódcy plutonu art. piech.                         | ppor. rez. Roman Olszewski                                   |                                                              |
| dowódca plutonu pionierów                                    | ppor. rez. Jerzy Lublicki                                    |                                                              |
| dowódca plutonu przeciwgazowego                              | por. Stefan Radziewicz                                       |                                                              |

#### Bój na „pozycji rzęgnowskiej” w bitwie pod Mławą
W kampanii wrześniowej 1939 walczył w składzie 20 Dywizji Piechoty Armii „Modlin”. 20 DP broniła centralnego odcinka armii, główne zgrupowanie 20 DP broniło tak zwanej „pozycji mławskiej” pod dowództwem dowódcy piechoty dywizyjnej płk. dypl. Franciszka Dudzińskiego, natomiast wzmocniony 79 pułk piechoty pod dowództwem ppłk. dypl. Konstantego Zaborowskiego tak zwanej „pozycji rzęgnowskiej”. Obydwie pozycje rozdzielał podmokły i bagnisty teren „Błot Niemyje”. Odcinek obrony 79 pp na „pozycji rzęgnowskiej” był szerokości około 14 kilometrów. 1 września o świcie pułk był rozwinięty na następujących pozycjach obronnych: I batalion od wsi Kitki do przedpola wzgórza Czubak, niedaleko wsi Kostusin, z 3 kompanią strzelecką w rejonie wsi Kitki, z 1 kompanią strzelecką na północnych stokach wzgórza Czubak, z 2 kompanią strzelecką w odwodzie. III batalion od wsi Rudno Kmiece i Jaworowe przez wieś Żaboklik do Góry Kamieńskiej, z 9 kompanią strzelecką na północnych stokach Góry Kamieńskiej, 7 kompanią strzelecką na północno-wschodnich stokach wzgórza 173 i 8 kompanią strzelecką w odwodzie w rejonie majątku Rzęgnowo. II batalion i 62 samodzielna kompania czołgów rozpoznawczych w odwodzie w rejonie Rzęgnowa. Artylerię wspierającą odcinek 79 pp stanowiły: 59 dywizjon artylerii lekkiej i 88 dywizjon artylerii ciężkiej. Niemieckie patrole rozpoznawcze pojawiły się na przedpolu „pozycji rzęgnowskiej” ok. godz. 11.00 z kierunku Dzierzgowa. Działania opóźniające na przedpolu obrony prowadziły: w rejonie Dzierzgowa kompania zwiadu 79 pp, w rejonie Dobrogostów, dozorując przejścia przez rzekę Orzyc, dywizyjna 92 kompania kolarzy. Około godz. 15.00 wysunięte placówki po zaciętych walkach wycofały się na główną linię obrony. Na stanowiska pułku artyleria niemiecka wykonała nawałę ogniową. Około godz. 17.00 niemieckie oddziały podjęły próbę ataku na stanowiska I batalionu, natarcie odrzucono. Z uwagi na informację z dowództwa 20 DP, że pomiędzy I/79 pp a 80 pp w rejonie „Błot Niemyje” pojawiły się oddziały niemieckie, około północy odwodowy II/79 pp wykonał wypad na „Błota Niemyje”.
2 września od świtu strona niemiecka prowadziła intensywne rozpoznanie pozycji 79 pp, następnie z rejonu Szumska piechota niemiecka z czołgami podjęła natarcie na rejon wsi Kitki, Szpaki, Zawady, Żaboklik. Natarcia niemieckie zostały odparte przy wydatnym wsparciu artylerii. Rano powrócił z wypadu II/79 pp, nie napotkał żadnych oddziałów niemieckich w rejonie „Błot Niemyje”. W godzinach rannych 2 września z dowództwa Armii „Modlin” ponownie dotarła informacja o pojawieniu się oddziałów niemieckich w rejonie „Błot Niemyje”. W ten rejon przesunięto III batalion bez 9 kompanii strzeleckiej, wzmocnionej kompanią zwiadu 79 pp oraz ponownie II batalion, oba wsparte 3 baterią 59 dal, celem wykonania kontrnatarcia na nieprzyjaciela. Odcinek III/79 pp miały przejąć oddziały Mazowieckiej Brygady Kawalerii, wsparcie zapewnić im miała wzmocniona kompania 9/79 pp. III/79 po zebraniu podległych kompanii wyruszył z Rzęgnowa poprzez Szpaki do Bud Garlińskich. O godz.17.00 czołowa 7 kompania strzelecka na północ od Bud Garlińskich weszła w styczność z niemieckim oddziałem. O godz. 18.00 7 kompania podjęła natarcie na Nowe i Stare Niemyje przy wsparciu 3 kompanii ckm. Po zmroku oddział niemiecki wycofał się. Do pościgu nie doszło z uwagi na zarządzony odwrót III batalionu do sił głównych pułku. Batalion II/79 pp powrócił wcześniej do Rzęgnowa. Wracający z wypadu III/79 pp o północy otrzymał rozkaz obsadzenia rejonu Dębska. W tym czasie po odejściu III/79 pp z głównych pozycji obronnych, dowódca Mazowieckiej BK skierował w jego miejsce pluton kolarzy 11 pułku ułanów. O godz. 15.00 oddziały niemieckie rozpoczęły silne natarcie w kierunku Krzynowłoga Mała-Rzęgnowo. Natarcie niemieckie poprzedzone było silnymi nawałami niemieckiej artylerii i atakami niemieckiego lotnictwa bombowego. W rejonie Żaboklika i Kamieńskiej Góry niemieckie natarcie napotkało obronę plutonu kolarzy 11 puł. i kompanii 9/79 pp. Pomimo silnego wsparcia artylerii 59 dal i 88 dac oraz plutonu artylerii piechoty 79 pp, o godz. 17.00 oddziały niemieckie rozbiły pluton kolarzy 11 puł i zajęły Żaboklik, a o godz. 19.30 przełamały obronę 9 kompanii na Górze Kamieńskiej. 9/79 wycofała się w rejon Rzęgnowa. Dalsze niemieckie natarcie z rejonu Góry Kamieńskiej skierowane zostało w rejon Zawady na pozycje 1 kompanii strzeleckiej. Oddziały niemieckie zdobyły część stanowisk 1 kompanii, wprowadzona z odwodu 2 kompania strzelecka i pluton 2 kompanii ckm wykonały dwa kontrataki. Pozycje I/79 pp zostały utrzymane. Wieczorem do walki został skierowany batalion II/79 pp, kontratak batalionu wspartego artylerią i 62 skczr. z rejonu Rzęgnowa w kierunku Borowego doprowadził do odbicia wsi Rudno. Dalszy kontratak został powstrzymany, ze względu na brak należytego wsparcia artylerii. W rezultacie Kamieńska Góra nie została odzyskana. Na rozkaz dowódcy pułku II batalion przerwał kontratak. Wieczorem na rozkaz dowództwa 20 DP, 79 pp wycofał się na linię obrony Dębsk-Pawłowo-Nosarzewo-Młodynin. Na stanowiska 79 pp na „pozycji rzęgnowskiej” natarcie prowadziła głównie niemiecka 1 Dywizja Piechoty i część oddziałów niemieckiej 12 Dywizji Piechoty. 2 września pułk poniósł duże straty osobowe, wśród poległych znaleźli się: ppor. Konstanty Wiśniewski, ppor. Gustaw Edelberg, ppor. Henryk Zieliński, ppor. Jan Reising.
Nocą 2/3 września 79 pp zajął nowe stanowiska obronne na linii Dębsk-Pawłowo-Nosarzewo-Młodynin. Bataliony pułku były rozmieszczone: III/79 pp w rejonie Dębska, zabezpieczał kierunki Budy Garlińskie-Dębsk-Mława. I/79 pp w rejonie Nosarzewa zabezpieczał kierunek Grudusk-Mława, z 1 kompanią strzelecką na skraju lasu za zachód od wsi Nosarzewo-Borowe, 2 kompanią strzelecką w lesie na zachód od wsi Nosarzewo-Polne, 3 kompanią strzelecką na wzgórzu 174 na północ od folwarku Michałowo, przydzielona do batalionu kompania zwiadu 79 pp w rejonie miejscowości Zalesie. II/79 pp w rejonie Młodynina, ubezpieczał kierunek Łysakowo-Piegłowo-Mława. Rano doszło do pierwszych walk na nowych pozycjach obronnych. Kompania zwiadu 79 pp około godz. 7.00 stoczyła walki z niemieckimi oddziałami rozpoznawczymi w rejonie Bud Garlińskich i we wsi Żarnowo. Przybyła w rejon obrony 79 pp, kompania zwiadu 80 pułku piechoty początkowo została skierowana do Pawłowa do dyspozycji dowódcy III/79 pp, a następnie do dyspozycji dowódcy I/79 pp celem osłony jego prawego skrzydła, zajęła obronę na wzgórzu 175 niedaleko folwarku Michałowo. Odcinek I/79 pp od godz. 10.00 znalazł się pod ostrzałem niemieckiej artylerii, następnie na stanowiska 1 kompanii strzeleckiej w Nosarzewo-Borowe wyszło niemieckie natarcie, które przy wsparciu 59 dal zostało odparte. Po czym na stanowiska 2 kompanii strzeleckiej artyleria niemiecka otworzyła zmasowany ostrzał, w przerwach jej stanowiska stały się obiektem zmasowanych uderzeń niemieckiego lotnictwa nurkującego. Po śmierci dowódcy por. rez. Jerzego Sikorskiego, jego żołnierze nie wytrzymali skutków nalotów i ostrzału, samowolnie w panice wycofali się, aż w rejon wzg. 158 pod Szydłowem. Rozkazem dowódcy batalionu mjr Józefa Bacha opuszczone stanowiska zajęła odwodowa 3 kompania strzelecka. Podczas obsadzania stanowisk dostała się pod nawałę niemieckiej artylerii, następnie została ostrzelana ogniem ckm, w wyniku czego poniosła straty, w tym śmiertelnie ranny został jej dowódca ppor. Edmund Postek. Na 3 kompanię strzelecką niemieckie oddziały wykonały natarcie, w wyniku czego 3 kompania została rozbita. Wycofała się za las w pobliżu wsi Nosarzewo-Polne, w kierunku którego skierowało się dalsze niemieckie natarcie. Sytuację uratował dowódca 1 kompanii ckm, który zajął stanowiska ogniowe na skraju lasu nosarzewskiego dwoma plutonami ckm i plutonem moździerzy, skąd z bliskiej odległości ostrzelał niemieckie natarcie zadając na otwartej przestrzeni duże straty i zmuszając prowadzące natarcie oddziały wroga do odwrotu. Pod osłoną 1 kompanii ckm, zebrała się rozbita wcześniej 3 kompania strzelecka, której dowództwo przejął ppor. rez. Bohdan Nowosadowski. Na odcinku obrony II/79 pp po ostrzale stanowisk obronnych, przez niemiecką artylerię, oddziały niemieckie prowadziły natarcie na stanowiska 4 kompanii strzeleckiej, kilkakrotne natarcia zostały odparte. Na odcinku III/79 pp prowadzony był silny ostrzał niemieckiej artylerii kierowanej z balonu obserwacyjnego w rejonie wsi Dobrogosty Tańskie. O godz. 14.00 pozycje batalionu zostały zbombardowane przez lotnictwo nurkujące. Od strony Niemyje niemieckie oddziały prowadziły rozpoznanie bojem stanowisk batalionu. 79 pp poniósł duże starty w poległych i rannych, wśród poległych znaleźli się:  por. rez. Jerzy Sikorski, ppor. Edmund Postek, ppor. rez. Stefan Krawczyński, ppor. rez. Piotr Czorniej, wśród rannych mjr Józef Bach (pozostał w batalionie).                   
Zgodnie z rozkazem dowództwa Armii „Modlin” 20 DP otrzymała rozkaz wycofania się na pozycję opóźniania w rejon Opinogóra-Szulmierz-Przasnysz. Nocą 3/4 września 79 pp otrzymał rozkaz odwrotu, miał ubezpieczać odwrót 20 DP z kierunku północno-wschodniego, jako ostatni miał odejść osłaniający wycofanie pułku II batalion.

#### Odwrót na linię Wisły, Bugu i Narwi
4 września o godz. 4.00 jako pierwszy wycofał się I/79 pp, batalion ostrzeliwany przez niemiecką artylerię wycofał się bez styczności z oddziałami niemieckimi. Pod Szydłowem dołączył do kolumny dowódcy I/80 mjr. Bolesława Schlichtingera. Wraz z nim podjął marsz w kierunku Wisły przez Strzegowo, Glinojeck. Po drodze był niepokojony przez niemieckie oddziały rozpoznawcze. W rejonie Glinojecka I/79 pp był atakowany intensywnie przez niemieckie lotnictwo, gdzie był skanalizowany ruch przez dwa mosty na Wkrze i wysoką groblę wśród bagien i rozlewisk. Batalion ten rejon pokonał większością stanu, odłączyły się wówczas grupki żołnierzy i nieliczne plutony, jednak w większości w trakcie dalszego odwrotu dołączyły do batalionu i pułku. Z Glinojecka przemieścił się w stronę Raciąża. II/79 pp odszedł z pozycji obronnej bez kontaktu z nieprzyjacielem zebrał się w Szydłowie o godz. 5.20 i podjął marsz przez Wolę Szydłowską w kierunku Konopek. Około godz.6.00 otrzymał rozkaz wykonania kontrnatarcia na oddziały niemieckie które uderzyły na Stupsk, wsparcie zapewnił I dywizjon 20 pułku artylerii lekkiej. Natarcie osiągnęło powodzenie, II/79 pp odrzucił oddziały niemieckie z rejonu Giednia, Tyszki, Bregendy. Około godz. 8.00 artyleria niemiecka otworzyła ogień na atakujący batalion. W jego wyniku natarcie załamało się, a batalion poniósł straty sięgające 40% stanów osobowych. Wysokie straty były również wśród kadry dowódczej. Poległ dowódca 5 kompanii strzeleckiej por. rez. Józef Betley, ranni zostali dowódcy 4 i 6 kompanii strzeleckich, przy czym kpt. Aleksander Kiełczewski dostał się do niewoli i liczni dowódcy plutonów. Wstrząśnięty stratami II batalion wycofał się w kierunku zachodnim, gdzie mjr Kazimierz Zuske zebrał batalion i skierował się do lasów opinogórskich. O godz. 14.00 II batalion przybył do Ryszewa. Następnie dowódca uporządkował batalion, zebranych rozbitków wcielił do batalionu i podjął marsz w kierunku Glinojecka. III/79 pp o świcie opuścił stanowiska obronne i pod osłoną II/79 podjął marsz przez Szydłowo, Wolę Szydłowską i Stupsk w stronę Konopek, po minięciu Stupska przed stacją kolejową w Konopkach został ostrzelany z broni maszynowej przez niemiecki oddział rozpoznawczy. W wyniku tego ostrzału doszło do rozczłonkowania III/79 pp. Poszczególne kompanie pomaszerowały różnymi drogami w stronę Wisły. 7 kompania strzelecka dotarła około godz. 12.00 w rejon Rydzewa skąd udała się w kierunku Płońska, gdzie doszła o godz. 17.00. Po krótkim odpoczynku nocą 4/5 września wyruszyła w kierunku Wyszogrodu. Część III/79 wycofała się poprzez Strzegowo, Drobin, Bielsk do Płocka.
5 września 1939 o świcie w składzie kolumny mjr. Bronisława Schlichtingera, I/79 pp dotarł do Raciąża, gdzie oddziały stanęły na biwaku. Do kolumny dołączył mjr Kazimierz Zuske z częścią II/79 pp. Po południu na rozkaz dowódcy Nowogródzkiej Brygady Kawalerii gen. bryg. Władysława Andersa, kolumna odmaszerowała w kierunku Płocka. W trakcie marszu kolumna dotarła o godz. 18.00 do Bielska, a o godz.23.00 przeszła przez most w Płocku. 7 kompania strzelecka o godz. 5.00 osiągnęła Wyszogród, z uwagi na wysadzony most na Wiśle w Wyszogrodzie, kompania odpoczywała w dzień i nocą 5/6 września wzdłuż Wisły odeszła do Modlina.    
6 września o świcie bataliony I/79 pp i pozostałość II/79 pp opuściły Płock i skierowały się do Brochowa, gdzie koncentrowała się 20 DP, po całodziennym marszu oba bataliony zbierając rozbitków doszły w rejon Śladowa w Puszczy Kampinoskiej. Kompania 7/79 pp o godz. 2.00 doszła do Zakroczymia, o godz.4.00 osiągnęła Modlin, gdzie ppor. Ryszard Mączka otrzymał rozkaz dołączenia do 20 DP koncentrującej się w rejonie Brochowa. O godz. 11.00 do Płońska dotarł dowódca pułku ppłk dypl. Konstanty Zaborowski, gdzie zbierał rozbitków swojego pułku.    
7 września 79 pp porządkował swoje pododdziały w rejonie Śladowa, w ciągu dnia dołączyły małe pododdziały pułku oraz pojedynczy żołnierze, którzy podczas marszu utracili kontakt z pułkiem. O godz.17.00 dołączyła 7 kompania strzelecka, która przybyła z Modlina. Do Płońska przybyła 9 kompania strzelecka, z którą dowódca pułku i innymi zebranymi żołnierzami wyruszył do Modlina. Wieczorem bataliony i kompanie 79 pp wyruszyły zgodnie z rozkazem ze Śladowa w kierunku na most na Wiśle w Kazuniu.    
8 września rano oddziały 79 pp po całonocnym marszu przez Puszczę Kampinoską ze Śladowa przez Kromnów i Leoncin, zatrzymały się na postój we wsi Stanisławów na krańcach puszczy. W tym czasie do Modlina dotarł ppłk dypl. Zaborowski wraz z przyprowadzonymi żołnierzami. Gen. bryg. Zulauf powołał Zgrupowanie ppłk Zaborowskiego, któremu nakazał zebranie z twierdzy żołnierzy i pododdziałów 20 DP i obsadę stanowisk obronnych w rejonie miejscowości Dębe wzdłuż Narwi, z zadaniem zamknięcia kierunku na Jabłonnę. Zgrupowanie składało się z dwóch batalionów: III/80 pp i zbiorczego pod dowództwem kpt. Roberta Hoppe (kompanie: 9/79 pp i zbiorcza z rozbitków 78 pp). III/80 pp zajął stanowiska w rejonie Dębego, a zbiorczy w rejonie Orzechowa.          
W nocy 8/9 września oddziały 79 pp przeszły most na Wiśle w Kazuniu. 9 września oddziały 79 pp stanęły na postój w lesie Chotomów na północ od Jabłonnej. 9 i 10 września odtwarzano pułk, oddziały reorganizowano, wcielano rozbitków z rozbitych oddziałów i dołączających żołnierzy pułku. Bataliony liczyły po około 500-700 żołnierzy, każdy z 9 ckm na stanie. 20 DP weszła tam w skład Grupy Operacyjnej gen. bryg. Juliusza Zulaufa.            

#### Walki na linii Bugu i Narwi
Zgodnie z rozkazem dowódcy Grupy Operacyjnej, 20 DP wieczorem 10 września rozpoczęła obsadzanie linii Narwi i Bugu od Zegrza do ujścia rzeki Rządzy. W I rzucie obronę zajęły 78 pułk piechoty i 80 pp, w dotychczasowym rejonie pozostał 79 pp jako odwód dywizji. 11 i 12 września pierwszorzutowe pułki 20 DP toczyły walki z oddziałami niemieckiej 217 Dywizji Piechoty, 79 pp w dalszym ciągu stał w odwodzie, wcielano w jego szeregi dalszych żołnierzy z rozbitych jednostek. 12 września w południe powrócił do pułku ppłk dypl. Konstanty Zaborowski po rozwiązaniu jego zgrupowania. Na odcinku Dębe w obronie w rejonie Poddębia pozostała w dalszym ciągu kompania 9/79 pp. W nocy 79 pp na rozkaz dowódcy dywizji przegrupował się przez Jozefów do lasów na wschód od Nieporętu, gdzie miał wykonać natarcie na oddziały niemieckie w rejonie Ryni. 79 pp miał prowadzić natarcie w I rzucie dywizji wspólnie z 78 pp.
Po przegrupowaniu o godz. 2.00 13 września pułk poprzez Kąty Węgierskie doszedł do Nieporętu i zajął o godz. 6.00 stanowiska wyjściowe w gotowości do natarcia w lesie na północ od Beniaminowa. W I rzucie pułku zajęły stanowiska wyjściowe: I/79 pp, który miał prowadzić natarcie po osi Gajówka Kempiste-Wolica i II/79 pp, który miał prowadzić natarcie po osi Borki-Siwek na Załubice, kompania zwiadu 79 pp miała osłaniać prawe skrzydło nacierającego pułku. III/79 pp bez 9 kompanii jako odwód na prawym skrzydle pułku. Na lewo od 79 pp miał nacierać 78 pp. O godz. 7.00 79 pułk przeszedł do natarcia i około 9.00-10.00 przekroczył linie obrony 80 pp, który przeszedł do odwodu 20 DP. Natarcie czołowych batalionów spowalniał ostrzał flankowy broni maszynowej, prowadzony przez oddziały niemieckie z lasu pod wsią Ruda. Dowódca pułku wprowadził do natarcia na prawym skrzydle III/79 pp i podporządkował mu kompanię zwiadu 79 pp. III/79 pp wykonał natarcie na Rudę, ze skraju lasu wsi Rejtanówka i o godz. 14.00 zajął wieś Ruda. Bataliony I i II w walce opanowały wsie Borki, Siwek, Wolicę i Załubice Stare. Późnym popołudniem na Załubice Stare wyszło silne niemieckie kontrnatarcie. Wobec przewagi sił niemieckich 79 pp rozpoczął powolny odwrót i utracił wszystkie zdobyte wcześniej miejscowości. 79 pułk wieczorem umocnił się i zajął obronę na północnym skraju lasu na północ od Beniaminowa. Oddziały niemieckie były silnie wspierane przez artylerię z północnego brzegu Narwi. Artyleria dywizyjna miała już ograniczoną ilość amunicji nie była tak efektywna jak pod Mławą. W trakcie zaciętych walk 79 pp poniósł tego dnia duże straty osobowe, wśród poległych był por. Marian Ciesławski dowódca 4 kompanii strzeleckiej i ppor. rez. Jeremi Witkowski dowódca plutonu 1 kompanii strzeleckiej. Wzięto 62 jeńców niemieckich. Rano 13 września 9 kompania strzelecka po krótkiej walce z oddziałami niemieckiej 32 Dywizji Piechoty forsującymi Narew, zmuszona została do wycofania się z Poddębia. Z uwagi na zagrożenie tyłów 20 DP nad Narwią, rozkazem dowódcy GO gen. Zulaufa, 20 DP otrzymała rozkaz odejścia do Warszawy. Wieczorem 20 DP miała odejść w kolejności 80 pp, artyleria dywizyjna, 79 pp i 78 pp oraz oddziały osłonowe z rejonu Dębego i Poniatowa. O godz. 21.00 79 pp wyruszył marszem do Warszawy przez Nieporęt w kierunku północno wschodnich dzielnic stolicy.

#### Mapy walk pułku w 1939

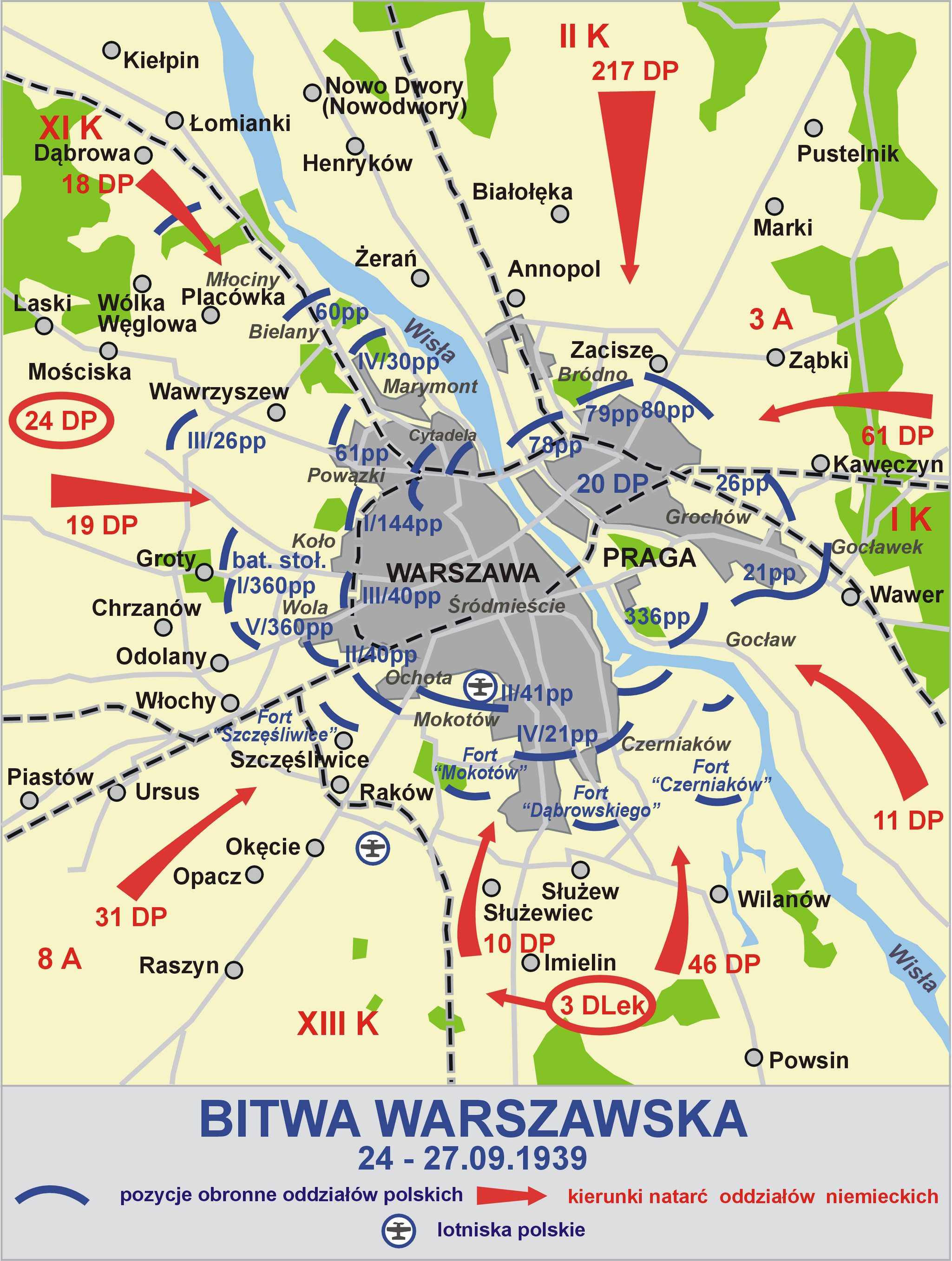

#### Walki w obronie Warszawy
14 września po nocnym marszu trasami poprzez: Nieporęt-Białołęka-Aleksandrów-Nowe Brodno i Jabłonna-Henryków-Pelcowizna oddziały 20 DP dotarły na Pragę i obsadziła pododcinek „Północny” odcinka „Warszawa-Wschód” na Pradze. Zadaniem 20 DP było zajęcie obrony na stanowiskach od rzeki Wisły poprzez Pelcowiznę-Cmentarz Bródnowski-Folwark Bródno-Folwark Zacisze-Folwark Elsnerów-Folwark Dotrzyma-linia kolejowa do Rembertowa. 79 pp otrzymał do obrony lewoskrzydłowy sektor „Pelcowizna” od rzeki Wisły do ul. Białołęckiej (włącznie), wzdłuż ul. Toruńskiej. Dowódca pułku przydzielił pozycje obronne batalionom: III/79 pp od brzegu Wisły do Zakładu Braci Nobel na Różopolu, I/79 pp od styku z III/79 pp do linii kolejowej do Jabłonny, II/79 pp od linii kolejowej do Jabłonny do ul. Białołęckiej, przydzielony batalion IV/210 pp kpt. Kazimierza Kowalskiego po obu stronach ul. Białołęckiej, z prawej strony graniczył z II/78 pp. Dowództwo pułku umiejscowiono w budynku Policji Państwowej przy ul. Jagiellońskiej na Golędzinowie.     
O świcie 15 września bataliony zajęły stanowiska na swoich pozycjach obronnych. Batalion IV/210 pp dotychczas zajmował odcinek objęty przez 79 pp. Niemiecka artyleria ostrzeliwała codziennie pozycje obronne pułku powodując duże straty osobowe w szeregach. O godz. 13.00 batalion IV/210 pp nawiązał kontakt ogniowy z oddziałem niemieckim prowadzącym natarcie z rejonu Białołęki. W nocy 15/16 września oddziały niemieckie podeszły pod pozycje pułku w rejonie Kanału Żerańskiego i wzdłuż linii kolejowej z Jabłonny.    
16 września rano oddziały niemieckie rozpoczęły natarcie na pozycje 79 pp w rejonie Kanału Żerańskiego i torów do Jabłonny. Natarcie zostało odparte. W ciągu dnia przy silnym wsparciu niemieckiej artylerii kilkakrotnie natarcia ponawiała niemiecka piechota. Wszystkie natarcia zostały odrzucone. 17 września oddziały niemieckie przy wsparciu artylerii ponowiły próby przerwania obrony 79 pułku, ale bez powodzenia. Wobec niepowodzeń natarć dziennych, ponowiono je również w nocy 17/18 września, ale również bez powodzenia. 18 września o godz. 21.30 piechota niemiecka atakowała pozycje pułku od strony Annopola, została odrzucona, o godz.2.00 19 września ponowiła natarcie z tego samego rejonu również bezskuteczne. 20 września o godz. 21.00 z tego samego kierunku przeprowadzili następne uderzenie, odparte po dwugodzinnej walce. 21 września działania strony niemieckiej ograniczyły się do ostrzału pozycji pułku, zaobserwowano u nieprzyjaciela prowadzenie prac inżynieryjnych. W nocy 21/22 września na odcinku 79 pp dokonano wypadu na Aleksandrów, który nie osiągnął zamierzonego celu. Zgodnie z raportem dowódcy odcinka „Warszawa-Wschód” na Pradze gen. bryg. Juliusza Zulaufa stan pułku na dzień 22 września wynosił 66 oficerów, 2479 szeregowych, 504 koni, 2 armaty piechoty, 4 armaty przeciwpancerne 37 mm, 23 ckm, 34 rkm. IV/210 pp tego dnia liczył według tego raportu 19 oficerów, 525 szeregowych, 85 koni, 7 ckm i 1 armatę ppanc.      
23 września na przedpolu trwały potyczki patroli i ostrzał artylerii niemieckiej, artyleria polska milczała ze względu na oszczędzanie amunicji, sporadycznie wspierała obronę w przypadku niemieckich natarć lub zauważonej dużej koncentracji wojsk po stronie niemieckiej. 24 i 25 września odcinek obrony pułku i dywizji był intensywnie bombardowany przez lotnictwo niemieckie. Poległ por. Kazimierz Rachwał z kompanii ppanc. 79 pp.  26 września od godz. 12.30 niemiecka artyleria rozpoczęła nawałę artyleryjską na pozycje 79 pp. O godz. 22 45 oddziały niemieckie zaatakowały pozycje 79 pułku piechoty od strony Annopola i Ustronia. O godz. 1.00 27 września ponowiono je z tego samego kierunku. Oba natarcia niemieckie odparto. Podczas oblężenia Warszawy pułki 20 DP, walczyły początkowo z niemieckimi 32 DP i 217 DP z II Korpusu Armijnego, a następnie głównie z niemiecką 217 DP wspartą artylerią ze składu II Korpusu Armijnego i 3 Armii. 27 września od godz. 14.00 nastąpiło zawieszenie broni. 28 września weszła w życie kapitulacja garnizonu Warszawy, po zbiórkach i apelach w oddziałach i pododdziałach, po południu na terenie północnej części Ogrodu Zoologicznego 79 pp złożył broń. 29 września o godz. 20.00 pułk w składzie kolumny marszowej B prowadzonej przez dowódcę dywizji pomaszerował na Wolę, skąd nazajutrz rano pomaszerował do obozu przejściowego w Żyrardowie.

### Oddział Zbierania Nadwyżek 79 pp i batalion marszowy 79 pp

#### Batalion marszowy 79 pp
Ze względu na brak w rejonie mobilizacji pułku dostatecznej liczby szeregowych rezerwy narodowości polskiej, mobilizację batalionu marszowego 79 pp zlecono Kadrze Zapasowej Piechoty Tarnów. W ramach I rzutu mobilizacji powszechnej do 4 dnia jej trwania, w Tarnowie został zmobilizowany batalion marszowy 79 pułku piechoty kryptonim „Klon”. Po zmobilizowaniu, bm 79 pp został rozkazem dowódcy Armii „Karpaty” włączony w skład organizującej obronę linii Dunajca 24 Dywizji Piechoty. Dowódca dywizji przydzielił batalion marszowy 79 pp jako wzmocnienie 39 pułku piechoty z którym dzielił dalsze losy.

#### Oddział Zbierania Nadwyżek 79 pp
Po zmobilizowaniu i wyjeździe na północne Mazowsze w marcu 1939 79 pp, w koszarach pozostała nadwyżka rezerwistów z mobilizacji, część kadry zawodowej pułku oraz kontyngent powołanych w marcu do służby wojskowej poborowych. Dowództwo nad pozostałymi w garnizonie Słonim żołnierzami 79 i 80 pp objął pokojowy I zastępca dowódcy 80 pp ppłk Mieczysław Gumkowski. Dowódca pozostałości 79 pp był mjr Franciszek Pająk, wraz z kadrą był odpowiedzialny za szkolenie kontyngentu szeregowych i pozostających w garnizonie nadwyżek rezerwistów. Ponadto dokonywał wymiany rezerwistów wysyłanych do pułku „w polu”, uzupełniał brakujące wyposażenie i sprzęt. Jako dowódca całości nadwyżek w Słonimie 79 pp i 80 pp przeprowadził mobilizacją powszechną. Ppłk Gumkowski pełnił obowiązki zastępcy dowódcy formowanego od 2 września Ośrodka Zapasowego 20 Dywizji Piechoty. W ramach Ośrodka Zapasowego 20 DP jako pierwszy ukompletowano I batalion OZ pod dowództwem mjr. Michała Bartuli składał się on z rezerwistów 79 pp zorganizowanych w jedną kompanię strzelecką, pluton ckm i pluton łączności, resztę składu samodzielnego batalionu piechoty pod dowództwem mjr. Michała Bartuli zorganizowano z nadwyżek rezerwistów z 80 pp. Batalion ten odjechał 10 września transportem kolejowym w rejon Brześcia n/Bugiem, następnie marszem dotarł do Kobrynia i wszedł w skład Dywizji „Kobryń”. Ponadto z żołnierzy młodszego rocznika i kadry pułku zorganizowano batalion piechoty kpt. Alfreda Boratyskiego. W miejsce I batalionu mjr Michała Bartuli, który odjechał 10 września, z rezerwistów 79 pp zorganizowano nowy I batalion mjr. Franciszka Pająka. Bataliony piechoty zorganizowane w OZ 20 DP posiadały na ogół dobre wyposażenie i uzbrojenie zbliżone do liniowych batalionów piechoty. Po przekształceniu OZ 20 DP w Zgrupowanie „Drohiczyn Poleski” żołnierze 79 pp stanowili jego większą część. Następnie weszli wraz ze zgrupowaniem w skład 50 Dywizji Piechoty „Brzoza” i stanowili istotną część żołnierzy wchodzącego w jej skład 179 pułku piechoty i 180 pułku piechoty. Pułki stanowił podstawową siłę uderzeniową dywizji, gdyż oba bataliony pochodzące z 79 pp i batalion 80 pp składały się z żołnierzy młodszego rocznika i młodszych wiekiem rezerwistów, posiadały dobre wyszkolenie, wysokie morale, dzieliły dalsze losy z 50 DP, w tym wzięły udział w bitwie pod Kockiem w ramach Samodzielnej Grupy Operacyjnej „Polesie”.

### Kawalerowie Virtuti Militari
Dowódca Armii „Warszawa” gen. dyw. Juliusz Rómmel w swym rozkazie z 29.IX 1939 w uznaniu zasług za męstwo nadał Złoty Krzyż Orderu "Virtuti Militari" IV klasy
Dowódcy 79 pp ppłk. dypl. Konstantemu Zaborowskiemu oraz Krzyże Orderu "Virtuti Militari" V klasy następującym żołnierzom:
| Żołnierze pułku odznaczeni Krzyżem Srebrnym Orderu Virtuti Militari za kampanię wrześniową | Żołnierze pułku odznaczeni Krzyżem Srebrnym Orderu Virtuti Militari za kampanię wrześniową | Żołnierze pułku odznaczeni Krzyżem Srebrnym Orderu Virtuti Militari za kampanię wrześniową |
| ------------------------------------------------------------------------------------------ | ------------------------------------------------------------------------------------------ | ------------------------------------------------------------------------------------------ |
| Złoty Krzyż Orderu "Virtuti Militari" IV klasy                                             | Złoty Krzyż Orderu "Virtuti Militari" IV klasy                                             | ppłk. dypl. Konstanty Zaborowski                                                           |
| Krzyże Orderu "Virtuti Militari" V klasy                                                   |                                                                                            |                                                                                            |
| mjr Józef Kazimierz Bach                                                                   | mjr Kazimierz Zuske                                                                        | mjr Alfred Rycerz                                                                          |
| kpt. Adam Domaradzki                                                                       | kpt. dr Franciszek Stanisławski                                                            | kpt. Stanisław Grudziński                                                                  |
| kpt. Stefan Dybkowski                                                                      | kpt. Wacław Małecki                                                                        | kpt. Adam Pęski                                                                            |
| por. Władysław Pajewski                                                                    | ppor. Tadeusz Jędrzejak                                                                    | ppor. Ryszard Mączka                                                                       |
| ppor. rez. Stanisław Bronisław Krupski                                                     | st. sierż. Jan Widlicki                                                                    | sierż. Jan Opiełko                                                                         |
| sierż. Władysław Gołab                                                                     |                                                                                            |                                                                                            |

Ponadto w tym samym rozkazie gen.dyw. Rómmel nadał mjr. Antoniemu Michalewskiemu Krzyż Walecznych po raz czwarty.
Dowódca 20 Dywizji Piechoty w swym rozkazie nr 39 i 40 z dn. 29.IX 1939 r. wydanym w Warszawie po zakończeniu walk nadał 153 Krzyże Walecznych żołnierzom 79 pp.

## Symbole pułkowe
Sztandar

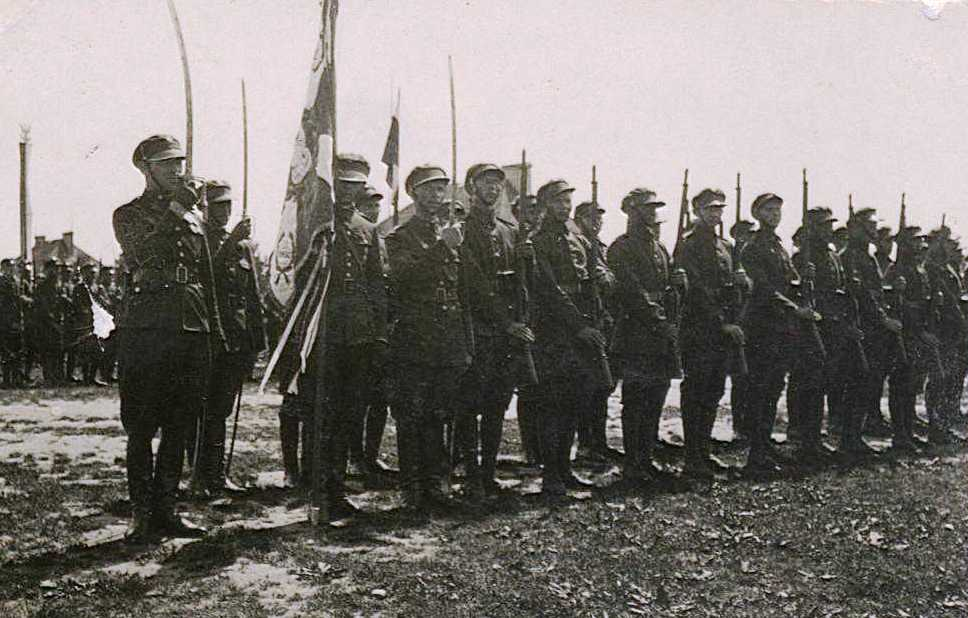
Poczet sztandarowy 79 pp pod dowództwem sierż. Jana Widlickiego w czasie obchodów Święta Konstytucji 3 Maja

Nadanie sztandaru i zatwierdzenie jego wzoru ujęte zostało w Dzienniku Rozkazów MSWojsk. z 1923, nr 43, poz. 555. 5 lipca 1923 roku w Słonimiu gen. Stanisław Szeptycki wręczył pułkowi przepisową chorągiew ofiarowaną przez społeczeństwo ziemi słonimskiej.
Sztandar w momencie kapitulacji Warszawy we wrześniu 1939 r. został zakopany na Żeraniu - odcinku powierzonemu do obrony pułkowi. Jego szczątki zostały odnalezione przypadkiem w czasie prac ziemnych w marcu 1990 r. Jego replika została wykonana na emigracji w roku 1980 przez koło pułkowe 79 pułku piechoty. Sztandar ten w grudniu 2013 r. z Instytutu Polskiego im. gen. Władysława Sikorskiego w Londynie przywiózł prezes Stowarzyszenia Rekonstrukcji Historycznej 79 pp Strzelców Słonimskich Marcin Dominiak, a następnie sztandar został przekazany 13 lipca 2014 roku do zbiorów Muzeum Ziemi Zawkrzeńskiej w Mławie gdzie jest ozdobą ekspozycji Pola Bitwy pod Mławą 1939.
Resztki oryginalnego sztandaru oczekują na konserwację w pracowni konserwatorskiej Muzeum Wojska Polskiego w Warszawie.
Odznaka pamiątkowa

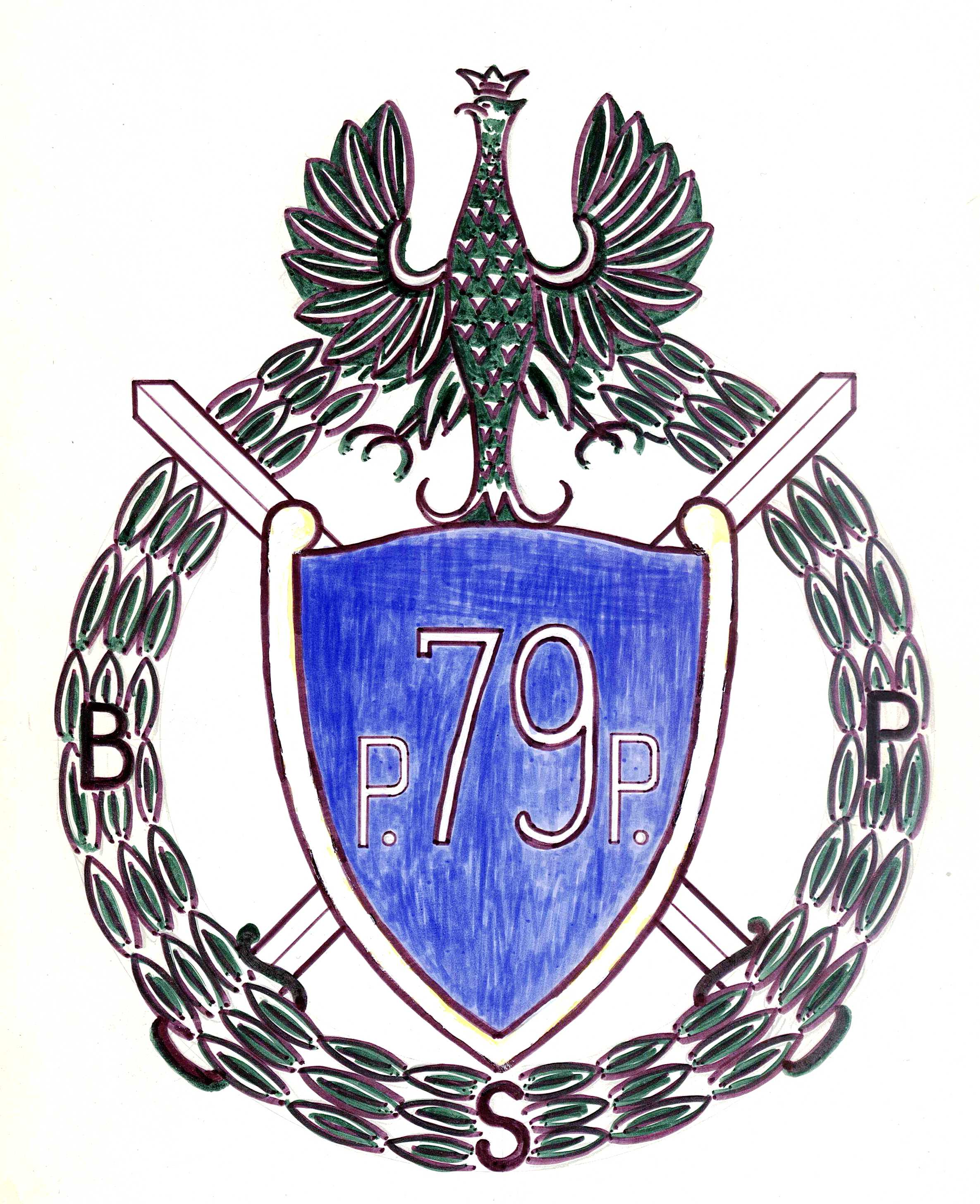
Rysunek odznaki 79 pp ze zbiorów weterana pułku Jana Widlickiego

Zatwierdzona w Dzienniku Rozkazów MSWojsk. nr 9, poz. 99 z 17 III 1925. Posiada kształt tarczy rycerskiej, emaliowanej w kolorze granatowym i zwieńczona wizerunkiem stylizowanego orła, okolona wieńcem laurowym na którym widnieją litery BPS. Litery te oznaczają: B- Białostocki, P -Pułk, S - strzelców, czyli jednostkę z której wywodzi przemianowany późniejszy 79 pp. W wieniec wplecione są także dwa miecze.

## Strzelcy słonimscy
Dowódcy pułku
- ppłk piech. Stefan Pasławski (16 XII 1918 - 23 VI 1920)
- ppłk piech. Izydor Modelski (23 VI - 25 VII 1920)
- ppłk piech. Izydor Szulc (26 VII 1920 - 19 IX 1921)
- ppłk piech. Marian Turkowski (19 IX 1921 - 9 VII 1933)
- płk dypl. Tadeusz Trapszo (9 VII 1933 - 1 III 1937)
- płk dypl. Józef Englicht (1 III 1937 - 23 III 1939)
- płk dypl. piech. Konstanty Zaborowski (23 III - IX 1939)

Zastępcy dowódcy pułku
- ppłk piech. Edward Kossakowski (od 12 III 1929[63])
- ppłk piech. Edward Banaszak (28 I 1931[64] - 4 VII 1935 → dowódca 81 pp[65])
- ppłk piech. Edward Maetze (VII 1935[65] – VI 1936)
- ppłk piech. Kazimierz Marian Dudziński (do VI 1939)

### Żołnierze pułku - ofiary zbrodni katyńskiej
Biogramy ofiar zbrodni katyńskiej znajdują się między innymi w bazach udostępnionych przez Ministerstwo Kultury i Dziedzictwa Narodowego oraz Muzeum Katyńskie.
| Nazwisko i imię       | stopień              | zawód             | miejsce pracy przed mobilizacją | zamordowany |
| --------------------- | -------------------- | ----------------- | ------------------------------- | ----------- |
| Borkowski Wacław      | podporucznik         | lekarz            |                                 | Katyń       |
| Czuba Franciszek      | porucznik            | żołnierz zawodowy |                                 | Katyń       |
| Gaik Kazimierz        | podporucznik rezerwy |                   | PZL Mielec                      | Katyń       |
| Garbolewski Kazimierz | podporucznik rezerwy | urzędnik          | Poczta Polska w Przasnyszu      | Katyń       |
| Harkawy Grzegorz      | podporucznik rezerwy | nauczyciel        | szkoła w Horodecznie            | Katyń       |
| Janczar Karol         | podporucznik rezerwy | nauczyciel        | szkoła na Nowogródczyźnie       | Katyń       |
| Klimowicz Sergiusz    | podporucznik rezerwy | technik leśnik    |                                 | Katyń       |
| Łowicki Władysław     | podporucznik rezerwy | inżynier rolnik   | majątek Dołubów                 | Katyń       |
| Martini Wiktor        | podporucznik rezerwy | ekonomista        | Firma „Paged”                   | Katyń       |
| Słoński Jan           | porucznik            | żołnierz zawodowy |                                 | Katyń       |
| Szulc Józef           | porucznik rezerwy    | nauczyciel        |                                 | Katyń       |
| Szwabowicz Walenty    | podporucznik rezerwy | prawnik           |                                 | Katyń       |
| Florjanowicz Jan      | podporucznik rezerwy | nauczyciel        |                                 | Charków     |
| Grochowski Stefan     | podporucznik rezerwy | prawnik           |                                 | Charków     |
| Kajetowski Antoni     | podporucznik rezerwy |                   | kier. PKO w Szczuczynie         | Charków     |
| Klim Dominik          | porucznik rezerwy    | urzędnik          |                                 | Charków     |
| Łukaszewicz Władysław | porucznik rezerwy    | przemysłowiec     |                                 | Charków     |
| Plewa Stanisław       | podporucznik rezerwy | leśnik            | leśniczy w Gorczycy             | Charków     |
| Talecki Czesław       | podporucznik rezerwy | geodeta           |                                 | Charków     |
| Zburski Tadeusz       | podporucznik rezerwy | prawnik, mgr      |                                 | Charków     |
| Żułciński Edward      | podporucznik rezerwy | nauczyciel        | szkoła powszechna               | Charków     |

## Upamiętnienie

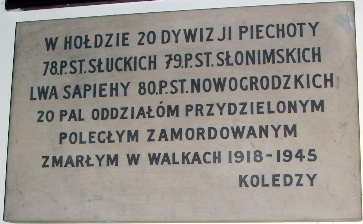
Tablica w kościele garnizonowym w Londynie